# San Lorenzo (San Vicente)
San Lorenzo è un comune del dipartimento di San Vicente, in El Salvador.